# Sœurs de sainte Dorothée de Frassinetti
Ne doit pas être confondu avec sœurs maîtresses de sainte Dorothée, sœurs de Sainte Dorothée de Cemmo ou sœurs de Sainte-Dorothée, Filles des Sacrés-Cœurs.
Les Sœurs de sainte Dorothée (en latin : Congregatio Sororum a Sancta Dorothea) forment une congrégation religieuse féminine enseignante de droit pontifical.

## Histoire
La congrégation est fondée le 12 août 1834 à Gênes sous le nom de Filles de la Sainte Foi par Paule Frassinetti (1809-1882) pour l'éducation des filles pauvres. En 1836, l'institut est approuvé par Placido Maria Tadini, archevêque de Gênes. Grâce à son frère Joseph, Paule rencontre le père Luca Passi qui lui confie l'œuvre de sainte Dorothée qu'il a fondé pour prendre soin des filles abandonnées ; en 1837, les religieuses adoptent le nom de Sœurs de Sainte Dorothée.
Le 19 mai 1841, conseillé par Passi, Paule se déplace avec quelques sœurs à Rome pour répandre l'œuvre de sainte Dorothée dans les États pontificaux. En 1844, le pape Grégoire XVI leur confie le conservatoire religieux de Sainte Marie du Refuge près de l'église Sant'Onofrio au Janicule qui deviendra maison généralice de la congrégation. En 1866, commence la propagation internationale de la congrégation avec l'ouverture des premières maisons au Brésil qui est suivi par des fondations au Portugal et en Angola. 
Les Sœurs de Sainte Dorothée reçoivent le décret de louange en 1855 et leurs constitutions basées sur celles de la compagnie de Jésus sont approuvées le 24 août 1860.

## Activités et diffusion
Les Sœurs de Sainte Dorothée se dédient principalement à l'enseignement de la jeunesse.
Elles sont présentes en:
- Europe : Albanie, Espagne, Malte, Portugal, Royaume-Uni, Suisse.
- Amérique : Argentine, Brésil, Espagne, Pérou.
- Afrique : Angola, Cameroun, Mozambique, Sao Tomé-et-Principe.
- Asie : Philippines, Taiwan.

La maison généralice est à Rome. 
En 2017, la congrégation comptait 837 sœurs dans 123 maisons.